# Liste der Baudenkmale in Kuchelmiß
In der Liste der Baudenkmale in Kuchelmiß sind alle denkmalgeschützten Bauten der Gemeinde Kuchelmiß (Mecklenburg-Vorpommern) und ihrer Ortsteile aufgelistet (Stand 10. Februar 2021).

## Legende
In den Spalten befinden sich folgende Informationen:
- ID-Nr: Die Nummer wird von den Denkmalämtern der Landkreise vergeben. Wenn sie nicht bekannt ist, bleibt die Spalte leer. In dieser Spalte kann sich zusätzlich das Wort Wikidata befinden, der entsprechende Link führt zu Angaben zu diesem Denkmal bei Wikidata.
- Lage: die Adresse des Denkmales und die geographischen Koordinaten.
Link zu einem Kartenansichtstool, um Koordinaten zu setzen. In der Kartenansicht sind Denkmale ohne Koordinaten mit einem roten bzw. orangen Marker dargestellt und können in der Karte gesetzt werden. Denkmale ohne Bild sind mit einem blauen bzw. roten Marker gekennzeichnet, Denkmale mit Bild mit einem grünen bzw. orangen Marker.
- Bezeichnung: Bezeichnung, so wie sie in den offiziellen Listen der Denkmalämter steht. Ein Link hinter der Bezeichnung führt zum Wikipedia-Artikel über das Denkmal. Wenn die Bezeichnung der Denkmalämter inhaltlich fehlerhaft ist, ist in der Spalte „Beschreibung“ darauf hinzuweisen.
- Beschreibung: Beschreibung des Denkmales
- Bild: ein Bild des Denkmales und gegebenenfalls einen Link zu weiteren Fotos des Denkmals im Medienarchiv Wikimedia Commons

## Baudenkmale nach Ortsteilen

### Kuchelmiß
| ID   | Lage                              | Bezeichnung                                                           | Beschreibung | Bild                                |
| ---- | --------------------------------- | --------------------------------------------------------------------- | --- | ----------------------------------- |
| 2029 | Krakower Straße 17 (Karte)        | Gutshaus                                                              | 2-gesch., 10-achs. sanierter Fachwerkbau mit Walmdach aus dem 17./18. Jh.; Gutsbesitz: Familien von Hahn (1366–1896, u. a. Friedrich Graf von Hahn) und von Sachsen-Altenburg/Sachsen (1896–1938) |                                     |
| 2030 | Krakower Straße/Mühlenweg (Karte) | Gutspark mit Brücke von 1889 und Torsi der Balustradenfiguren im Park | |                                     |
| 2031 | Krakower Straße 13 (Karte)        | Gasthaus, ehem. Wirtschaftsgebäude                                    | |                                     |
| 2032 | Mühlenweg 2, 3                    | Marstall                                                              | |                                     |
| 2033 | Mühlenweg 5, 5a (Karte)           | Wassermühle mit Wirtschaftsgebäuden                                   | | Wassermühle mit Wirtschaftsgebäuden |
| 2034 | Mühlenweg 5b (Karte)              | Wasserturm                                                            | | Wasserturm                          |

### Ahrenshagen
| ID   | Lage                               | Bezeichnung                                                                                                | Beschreibung | Bild |
| ---- | ---------------------------------- | --- | ------------ | --- |
| 1182 | Kastanienstraße 18 (Karte)         | Büdnerei                                                                                                   |              | Büdnerei                                                                                                   |
| 1183 | Am Gutshof 6, 8, 12, 14 (Karte)    | Gutsanlage mit Gutshaus, Park, Pferdestall, großem Stall 1. H. 20. Jh., Schnitterkaserne und Stellmacherei |              | Gutsanlage mit Gutshaus, Park, Pferdestall, großem Stall 1. H. 20. Jh., Schnitterkaserne und Stellmacherei |
| 1185 | Straße Ahrenshagen–Koppelow (K 25) | Kopfsteinpflasterstraße                                                                                    |              | |

### Serrahn
| ID   | Lage                                | Bezeichnung                                                                                                 | Beschreibung | Bild                       |
| ---- | ----------------------------------- | --- | ------------ | -------------------------- |
| 2251 | Alte Poststraße 2 (Karte)           | Schmiede |              |                            |
| 2253 | Dobbiner Weg 25 (Karte)             | Bauernhaus                                                                                                  |              |                            |
| 2254 | Am Pfarrhof 16, 18, 20 (Karte)      | Pfarrhof mit Pfarrhaus und Stall                                                                            |              |                            |
| 2255 | Am Pfarrhof 8 (Karte)               | Wohnhaus, ehem. Pfarrwitwenhaus                                                                             |              |                            |
| 2256 | Alte Poststraße 11 (Karte)          | ehem. Zollhaus „Alte Post“                                                                                  |              | ehem. Zollhaus „Alte Post“ |
| 2257 | Alte Poststraße 7, 7a, 7b (Karte)   | Schule mit Stall                                                                                            |              |                            |
| 2258 | An der Kirche (Karte)               | Friedhof mit Mauer und Toren sowie den Grabmälern Detloff Lohrentz, Sophie Krüger, Johann Freitag und Plass |              |                            |
| 2259 | An der Kirche 1 (Karte)             | Kirche (Dorfstraße)                                                                                         |              | Kirche (Dorfstraße)        |
| 2260 | Straße von Serrahn nach Ahrenshagen | Kopfsteinpflasterstraße                                                                                     |              |                            |

### Wilsen
| ID   | Lage               | Bezeichnung             | Beschreibung | Bild |
| ---- | ------------------ | ----------------------- | ------------ | ---- |
| 2294 | Nr. 17/17a (Karte) | Bauernhaus              |              |      |
| 2295 | Nr. 16 (Karte)     | Scheune                 |              |      |
| 2296 | Nr. 18 (Karte)     | Wohnhaus (ehem. Schule) |              |      |
| 2297 | Nr. 3 (Karte)      | Forsthaus Wilser Hütte  |              |      |

## Ehemalige Baudenkmale
| ID | Lage                | Bezeichnung | Beschreibung | Bild |
| -- | ------------------- | ----------- | ------------ | ---- |
|    | Seegrube Seegrube 5 | Gutshaus    |              |      |

## Quelle
Denkmalliste des Landkreises Rostock A ‐ Z (Stand: 10. Februar 2021; PDF, 497 KB)